# Web2Project
web2project — открытое веб-приложение для управления проектами.
Приложение web2project написано на PHP и платформонезависимо. Поддерживаются веб-серверы Apache, IIS, базы данных MySQL. Система распространяется полностью на бесплатной основе.

## Структура и возможности
- Проекты и задачи (подзадачи);
- Компании, департамент и контакты;
- Календарь (события и текущие задачи на день/неделю/месяц/год);
- Хранилище файлов;
- Диаграмма Ганта
- Форум;
- Гибкая система доступа, основанная на ролях;
- Поддерживает вывод отчётов в различных форматах;
- Список действий на сайте;
- WYSIWYG-редактор сайта;
- Simple Basecamp-style ToDo lists Архивная копия от 10 декабря 2010 на Wayback Machine
- Поддерживается импорт/экспорт документов Microsoft Project через расширение Microsoft Project Importer Архивная копия от 19 ноября 2010 на Wayback Machine

## История
web2project был основан как форк от проекта dotProject в 2007.
С июля 2010 web2project доступен так же как RPM-пакет для установки в Mandriva Linux.

## Поддержка и сообщество
На август 2010 насчитывалось свыше 800 зарегистрированных пользователей на форуме Архивная копия от 12 сентября 2010 на Wayback Machine и осуществлялось около 300 загрузок каждую неделю по данным Sourceforge Stats.